# آلبرت سوبیراتس
آلبرت سوبیراتس (به اسپانیایی: Albert Subirats) (زادهٔ ۲۵ سپتامبر ۱۹۸۶) شناگر اهل ونزوئلا و رکورددار ملی شنای ونزوئلاست. او در سال 2007 نخستین مدال جهانی شنا را برای ونزوئلا به‌دست آورد.